# Sultanina

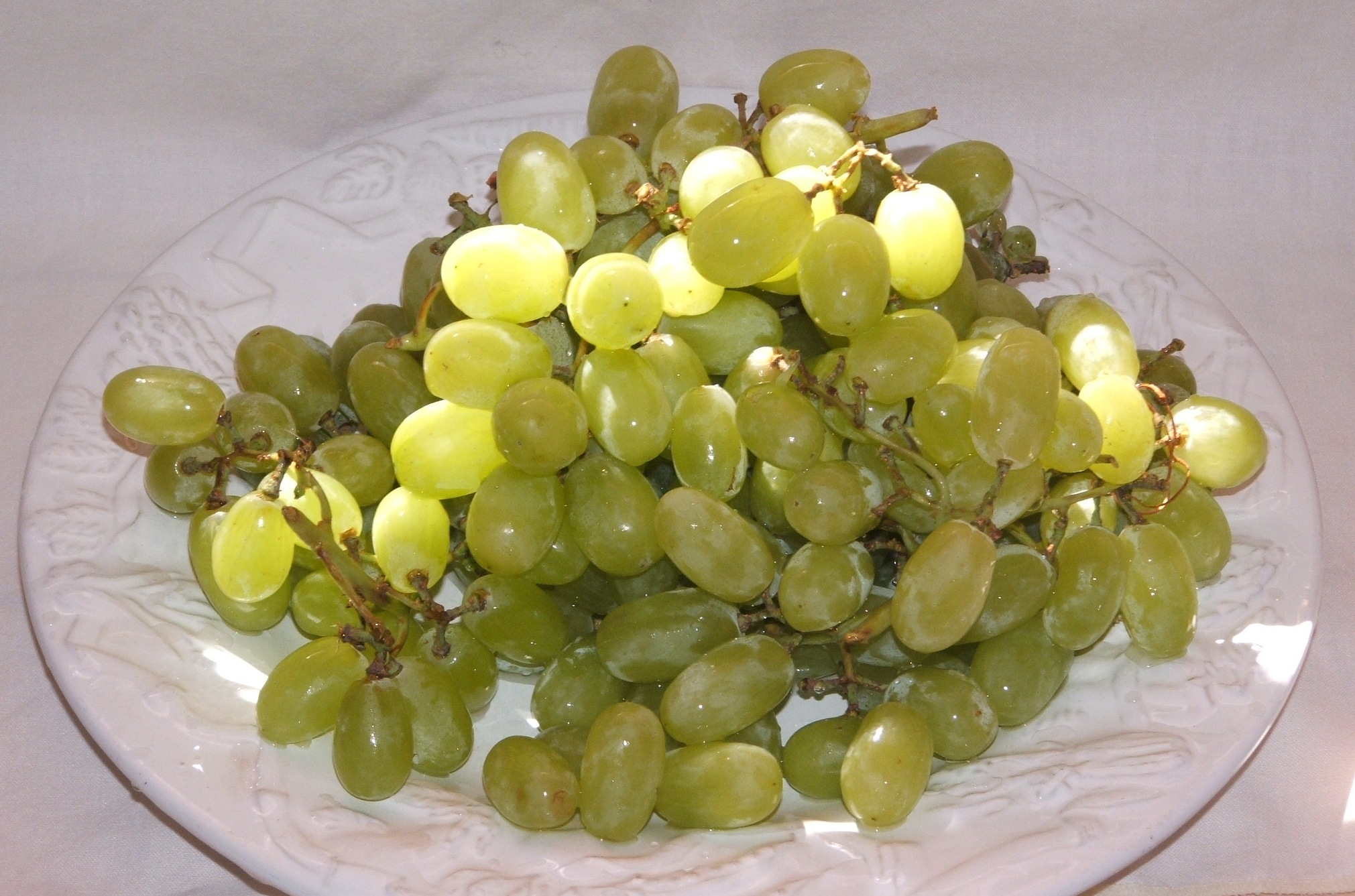
Struguri sultanina

Sultanina este un soi de viță de vie apiren, foarte vechi, de proveniență asiatică, cu fertilitate slabă, numai 30-40 % lăstari fertili. Nu rodește pe copili.